# Krigsbro 5

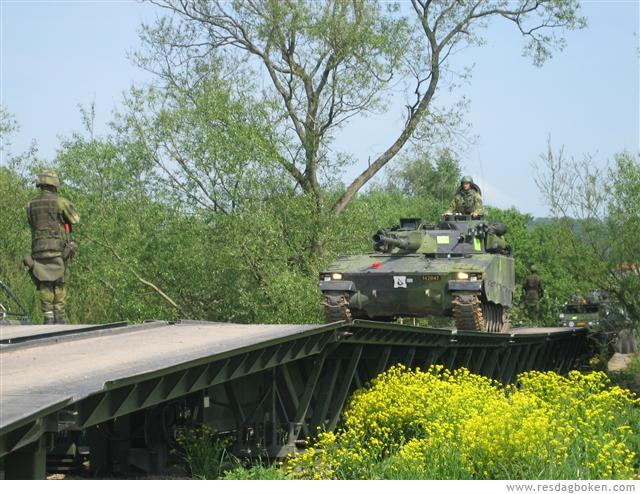
Krigsbro 5

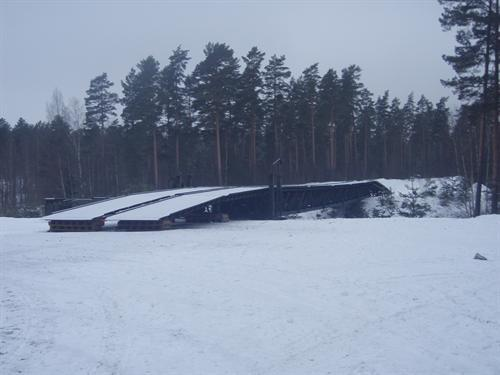
Krigsbro 5 i vintermiljö

Krigsbro 5 (KB 5) är ett mobilt brosystem som används av den svenska armén. Bron och tillhörande lanseringsenhet tillverkades av Karlskronavarvet under tidigt 1990-tal och finns endast i en handfull exemplar. Systemet används av en pluton på 213/223:e kompaniet Göta ingenjörregemente samt av en pluton tillhörande ingenjörkompaniet i Boden.

## Montering
Bron kan monteras och demonteras på kort tid och transporteras med hjälp av lastbilar. Vid montering matar man först ut en balk bestående av ihopkopplade tvåtonssektioner. Ovanpå denna balk matar man därefter ut själva brodelarna. När brodelarna har kopplats ihop och matats över till den andra sidan lägger man ned bron på marken på respektive sida och lanseringsenheten kan därefter flyttas. 
Bron har en maximal längd av 48 meter varav 46 utgör själva spannet. Vid 32 meters längd klarar bron av 106 ton, vilket motsvarar vikten av en stridsvagn 122 lastad på en trailer.[källa behövs]
Rekordtiden för bygge av 32-metersversionen är cirka 56 minuter.[källa behövs] Detta var dock under optimala förhållanden och i verkligheten är kravet att bron skall vara farbar tre timmar efter att bygget påbörjats.[källa behövs]

## Befattningar i en brogrupp
Det finns 8 olika befattningar i en brogrupp, vilken vanligtvis består av 10 man:
- 1 brogruppchef
- 2 trailerförare
- 1 enhetsförare
- 2 lanserstödsförare/kulspruteskytt
- 1 balkmatare
- 1 kranförare
- 1 ändstödsförare
- 1 balkkopplare

Krigsbro 5-plutonen består av två brogrupper: en maskingrupp, en mek/materielgrupp och en chefsgrupp. Totalt består plutonen av cirka 30 man.